# Хованські
Хованські (рос. Хованские) — руський княжий рід литовського походження, гілка Гедиміновичів через Наримунта-Гліба Гедиміновича.

## Походження
Близько 1408 року внук або син Наримунта, Патрикій прибув у Москву на службу до великого князя Василія Дмитровича. Крім Хованських, Патрикій Наримунтович був протопластом і цілої низки інших відомих російських княжих родів — Патрикеєвих, Булгакових, Голіциних та Щенятєвих. Внук Патрикія, Василь Федорович на початку XV ст. отримав від великого князя землі по річці Ховані у Волоколамському князівстві та став писатися Хованським.

## Історія
Найбільшої могутності рід Хованських досягнув у середині XVII ст. В цей час його представники мали досить значний вплив серед 16 привілейованих родин, члени яких за царювання Олексія Михайловича ставали боярами, минаючи чин окольничого.
Піднесення роду почалося завдяки активній діяльності новгородського боярина князя Івана Андрійовича († 1621). Князь Іван Андрійович Тараруй († 1682), боярин з 1659 р., на хвилях стрілецького бунту пробував захопити владу в Московській державі. Його внук, шталмейстер, князь Василь Петрович (1694—1746) був обер-президентом Головного магістрату. Генерал від інфантерії князь Микола Миколайович (1777—1837) відзначився у наполеонівських війнах. Історик і генеалог князь Сергій Олександрович (1883—1941) склав родовід князів Хованських.